# 15th USAAF
La 15th Air Force est la force aérienne américaine de bombardement stratégique qui opère sur le Mediterranean Theater of Operations pendant la Seconde Guerre mondiale. Cette force aérienne fait partie de l'USAAF.

## Histoire
La 15th Air Force est créée le 30 octobre 1943 et activée le 1er novembre 1943 à Tunis, en Tunisie, sur le front méditerranéen (MTO). Elle est opérationnelle le 2 novembre 1943, et participe à la guerre jusqu'à son démantèlement, le 15 septembre 1945.
C'est à cause de la météo en Europe du Nord que Henry Harley Arnold décida de créer une autre force de bombardiers lourds, commandée par le général Jimmy Doolittle, en Tunisie, en octobre 1943. À partir des bases récemment conquises de la plaine de Foggia, en Italie du Sud, où on relocalisa en masse la 15e Air Force le mois suivant, ses bombardiers pouvaient atteindre des cibles aux limites sud et est du Reich qui étaient inaccessibles à la 8th Air Force.

### Situation 1944
Lors de raids qui lui coûtèrent 230 bombardiers lourds, la 15e Air Force, aidée de la Royal Air Force, avait réduit de 90 % la production des principaux champs pétrolifères de Ploiești, lorsque l'Armée rouge occupa les ruines de cet imposant complexe pétrolier, le 30 août 1944. Dans ces raids menés à partir de bases  en Italie du Sud, la 15e subit un taux de pertes bien plus élevé que la 8e pendant tout l'été 1944.
L'héroisme des équipages de la 15e Air Force n'occupa que les dernières pages de la presse américaine. La 8e, enfant chéri des journalistes londoniens, monopolisait les gros titres. Cela inspira les aviateurs de la 15e, qui composèrent une chanson, sur l'air de As Time Goes By :

« It's still the same old story

The Eighth gets all the glory

While we go out to die.

The fundamental things apply

As Flak goes by. »

Auschwitz

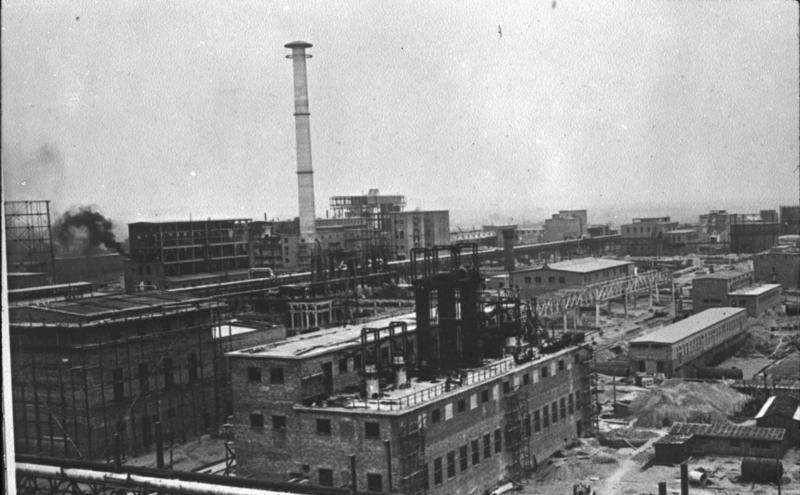
1941, usine de Buna et Montan de I.G. Farben, près d'Auschwitz.

Cet été-là, la 15e Air Force attaqua également des installations pétrolières dans le sud de la Pologne. Le 7 juillet, elle frappa Blechhammer, un complexe pétrolier à 65 km au nord-ouest d'Auschwitz, et le 20 août, elle mena le premier de ses raids contre l'usine de pétrole et de caoutchouc synthétiques d'I.G. Farben situé près de Buna-Monowitz, un camp de prisonniers qui fournissait à l'usine ses travailleurs forcés.

## Missions

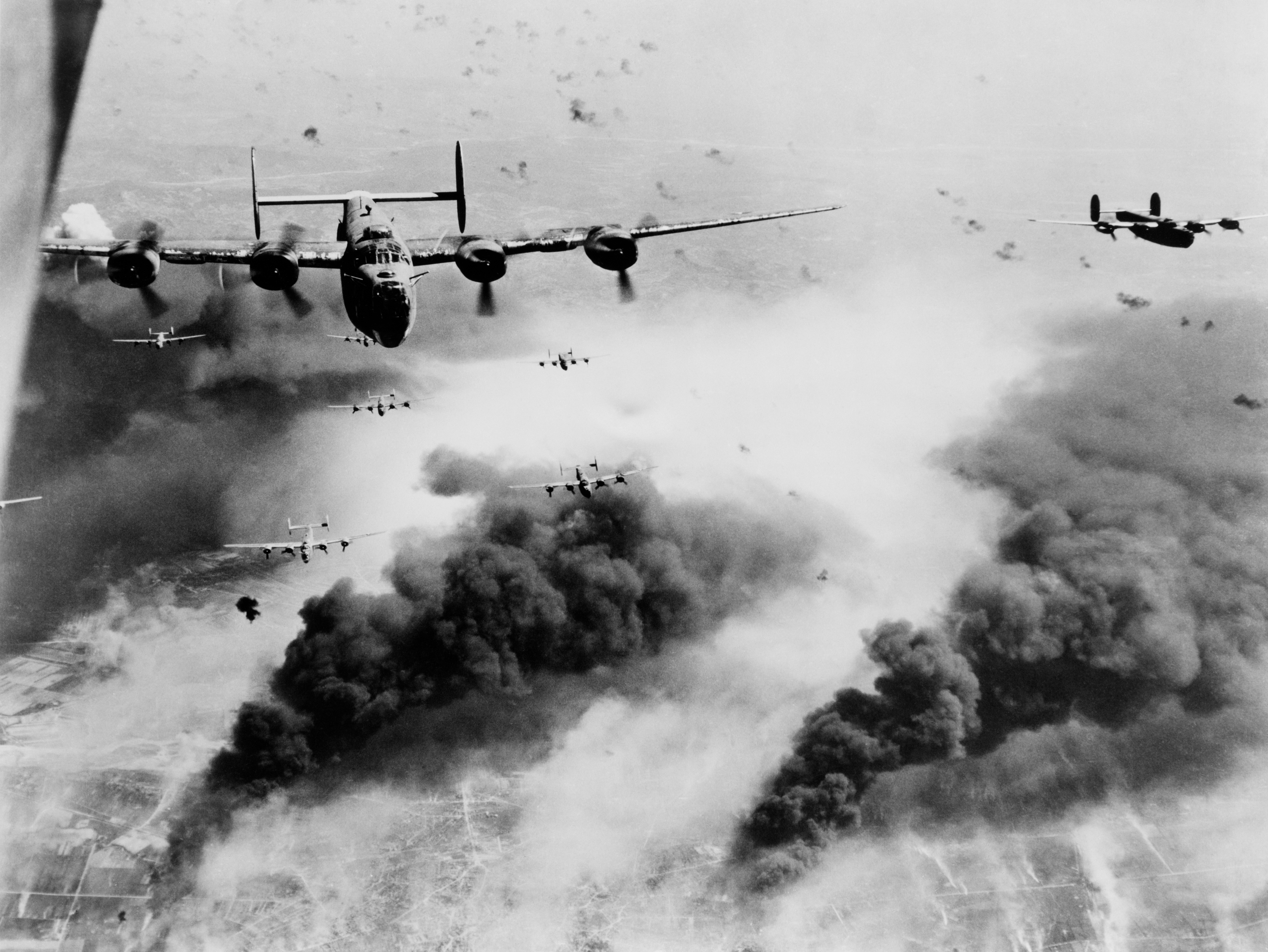
Les B-24 de la USAAF au-dessus de Ploiești.

En tant que force aérienne stratégique, la 15th Air Force mène essentiellement des opérations de bombardement sur les pays occupés ou alliés à l'Allemagne nazie. 
Ses bases étant pour la plupart situées dans le sud de l'Italie, elle opère sur les pays suivants : Allemagne, Autriche, France, Italie, Tchécoslovaquie, Roumanie, Bulgarie, Yougoslavie, Grèce, Hongrie.

Ses objectifs sont stratégiques :
- Raffineries de pétrole (notamment Ploiești en Roumanie, cible très redoutée par les aviateurs de la 15th Air Force : Opération Tidal Wave)
- Usines
- Gares de triage
- Aérodromes
- Ports
- Bases de sous-marin

## Composition de la15thUSAAF en août 1944

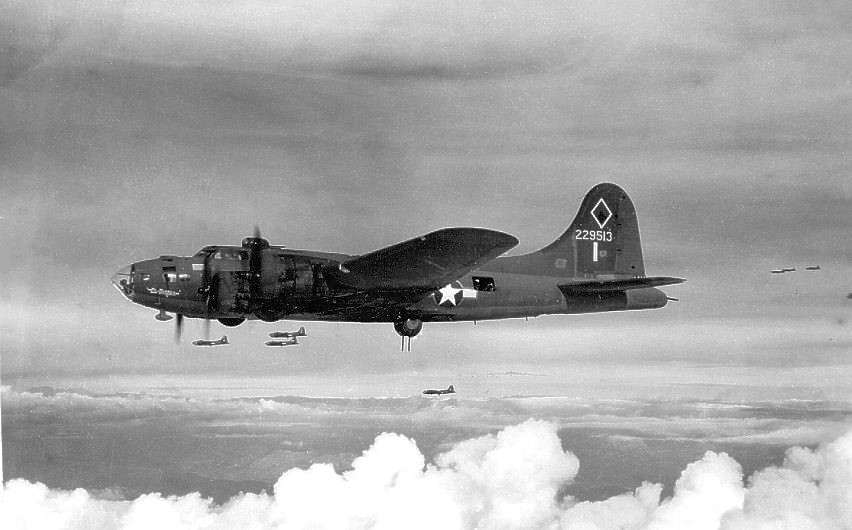
Formation de B-17 du 99th Bomb Group au-dessus de l'Italie en 1944.

Elle dispose de 21 groupes de bombardiers, environ 1 800 quadrimoteurs dont 65 % de Consolidated B-24 Liberator et environ 600 chasseurs dont 50 % de Lockheed P-38 Lightning et 50 % de North American P-51 Mustang.
| 2d BG=                   | 97th BG                  | 99th BG                    | 301st BG               | 463rd BG               | 483rd BG                   |
| ------------------------ | ------------------------ | -------------------------- | ---------------------- | ---------------------- | -------------------------- |
| 20th BS                  | 340th BS                 | 346th BS                   | 32nd BS                | 772nd BS               | 815th BS                   |
| 49th BS                  | 341st BS                 | 347th BS                   | 352nd BS               | 773rd BS               | 816th BS                   |
| 96th BS                  | 342nd BS                 | 348th BS                   | 353rd BS               | 774th BS               | 817th BS                   |
| 429th BS                 | 414th BS                 | 416th BS                   | 419th BS               | 775th BS               | 840th BS                   |
| Basé à Amendola (Italie) | Basé à Amendola (Italie) | Basé à Tortorella (Italie) | Basé à Lucera (Italie) | Basé à Celone (Italie) | Basé à Sterparone (Italie) |

| 98th BG                  | 376th BG                      | 449th BG                   | 450th BG                 |
| ------------------------ | ----------------------------- | -------------------------- | ------------------------ |
| 343rd BS                 | 512th BS                      | 716th BS                   | 720th BS                 |
| 344th BS                 | 513rd BS                      | 717th BS                   | 721st BS                 |
| 345th BS                 | 514th BS                      | 718th BS                   | 722nd BS                 |
| 415th BS                 | 515th BS                      | 719th BS                   | 723rd BS                 |
| Basé à Manduria (Italie) | Basé à San Pancrazio (Italie) | Basé à Grottaglie (Italie) | Basé à Manduria (Italie) |

| 451st BG                    | 461st BG                 | 484th BG                 |
| --------------------------- | ------------------------ | ------------------------ |
| 724th BS                    | 764th BS                 | 824th BS                 |
| 725th BS                    | 765th BS                 | 825th BS                 |
| 726th BS                    | 766th BS                 | 826th BS                 |
| 727th BS                    | 767th BS                 | 827th BS                 |
| Basé à Castellucio (Italie) | Basé à Torretta (Italie) | Basé à Torretta (Italie) |

| 460th BG                   | 464th BG                   | 465th BG                   | 485th BG               |
| -------------------------- | -------------------------- | -------------------------- | ---------------------- |
| 760th BS                   | 776th BS                   | 780th BS                   | 828th BS               |
| 761st BS                   | 777th BS                   | 781st BS                   | 829th BS               |
| 762nd BS                   | 778th BS                   | 782nd BS                   | 830th BS               |
| 763rd BS                   | 779th BS                   | 783rd BS                   | 831st BS               |
| Basé à Spinazzola (Italie) | Basé à Pantanella (Italie) | Basé à Pantanella (Italie) | Basé à Venosa (Italie) |

| 454th BG                     | 455th BG                     | 456th BG                 | 459th BG               |
| ---------------------------- | ---------------------------- | ------------------------ | ---------------------- |
| 736th BS                     | 740th BS                     | 744th BS                 | 756th BS               |
| 737th BS                     | 741st BS                     | 745th BS                 | 757th BS               |
| 738th BS                     | 742nd BS                     | 746th BS                 | 758th BS               |
| 739th BS                     | 743rd BS                     | 747th BS                 | 759th BS               |
| Basé à San Giovanni (Italie) | Basé à San Giovanni (Italie) | Basé à Stornara (Italie) | Basé à Giulia (Italie) |

| 1st FG                          | 14th FG                        | 82nd FG                         | 325th FG                      | 31st FG                           | 52nd FG                      | 332nd FG                         |
| ------------------------------- | ------------------------------ | ------------------------------- | ----------------------------- | --------------------------------- | ---------------------------- | -------------------------------- |
| 27th FS                         | 37th FS                        | 95th FS                         | 317th FS                      | 307th FS                          | 2d FS                        | 99th FS**                        |
| 71st FS                         | 47th FS                        | 96th FS                         | 318th FS                      | 308th FS                          | 4th FS                       | 100th FS                         |
| 94th FS                         | 48th FS                        | 97th FS                         | 319th FS                      | 309th FS                          | 5th FS                       | 301st FS                         |
|                                 |                                |                                 |                               |                                   |                              | 302nd FS                         |
| Basé à Salsola* (Italie) / P-38 | Basé à Triolo* (Italie) / P-38 | Basé à Vincenzo (Italie) / P-38 | Basé à Lesina (Italie) / P-51 | Basé à San Severo (Italie) / P-51 | Basé à Madna (Italie) / P-51 | Basé à Ramitelli (Italie) / P-51 |

- *Détaché à Aghione (Corse) du 10 au 21 août 1944 pour participer au débarquement en Provence
- **Reste rattaché au 86th FG de la 12th USAAF. Équipé de P-40, P-47 et P-51

| 2641st SGP                      | 154th WRS           |
| ------------------------------- | ------------------- |
| 885th* BS                       |                     |
| 859th** BS                      |                     |
| Basé à ? (?) / B-24 "Liberator" | Basé à ? (?) / P-38 |

- *À partir de juillet 1944
- **À partir de janvier 1945

Index des sigles
- FG : Fighter Group (Groupe de Chasse)
- BG : Bomb Group (Groupe de Bombardement)
- FS : Fighter Squadron (Escadrille de Chasse)
- BS : Bomb Squadron (Escadrille de Bombardement)
- Wing : Division administrative regroupant plusieurs groupes
- SGP : Special Group Provisional (Groupe Spécial Provisoire, chargé des opérations spéciales, notamment le largage de containers pour la résistance ou de tracts)
- WRS : Weather Reconnaissance Squadron (Escadrille de Reconnaissance Météo)

## Commandants de la15thUSAAF
- James H. Doolittle : 1er novembre 1943 - 3 janvier 1944
- Nathan F. Twining : 3 janvier 1944 - 26 mai 1945
- James A. Mollison : 26 mai - 15 septembre 1945

## Liste des missions de la15thUSAAF au jour le jour

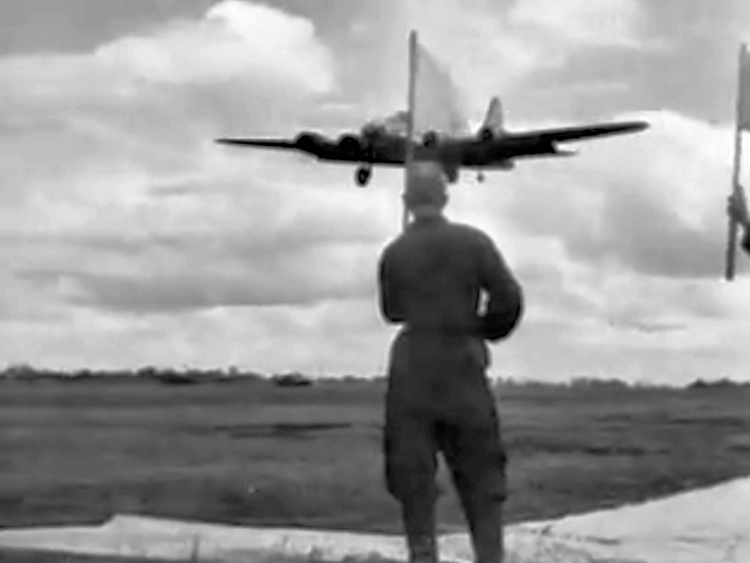
Arrivée du premier B-17 en URSS le 2 juin 1944.

- 1er août 1943 : opération Tidal Wave sur Ploiești en Roumanie.
- 2 novembre 1943 : Bombardement des installations industrielles de Wiener Neustadt, notamment la Raxwerke. L'usine dite "Serbenhalle" n'est pas touchée.
- 24 novembre 1943 : bombardement de la base navale de Toulon
- 27 janvier 1944 : bombardement de Montpellier (aérodrome de Montpellier-Fréjorgues)
- 4 février 1944 : bombardement de la base navale de Toulon
- 11 mars 1944 : bombardement de la base navale de Toulon, base de la 29e flottille de Unterseeboot
- 4 avril 1944 : bombardement de Bucarest
- 29 avril 1944 : bombardement de la base navale de Toulon
- 30 avril 1944 : bombardement de la gare de triage d'Allessandria en Italie
- 4 mai 1944 : bombardement de la gare de triage de Ploiești en Roumanie
- 6 mai 1944 : bombardement de la gare de triage de Brașov en Roumanie
- 10 mai 1944 : bombardement des usines Messerschmitt de Wiener-Neustadt en Autriche ainsi que des aérodromes adjacents[6]
- 18 mai 1944 : bombardement des raffineries de pétrole de Ploiești en Roumanie et du complexe ferroviaire de Belgrade en Yougoslavie[7]
- 26 mai 1944 : bombardement de Chambéry, Grenoble, Lyon, St Étienne, Nice et Pont du Var (gares de triage et installations ferroviaires).
- 27 mai 1944 : bombardement de Montpellier (aérodrome de Montpellier-Fréjorgues), Nîmes (de Courbessac), Salon-de-Provence (aérodrome), Marseille (gare de triage de St Charles), et Avignon les Rotondes, (gare de triage).
- 2 juin 1944 : Première des missions de l'Opération Frantic ; 130 B-17 et 70 P-51 bombardent Debrecen en Hongrie et atterrissent sur une base soviétique en Ukraine ;
- 25 juin 1944 : bombardement de Sète (gare de triage), Balaruc (Raffineries de pétrole), Frontignan (Raffineries de pétrole)
- 5 juillet 1944 : bombardement de Montpellier (gare de triage), Béziers (gare de triage), Toulon (base navale).
- 8 juillet 1944  : bombardement du camp de concentration annexe de Melk (caserne Virago)
- 11 juillet 1944 : bombardement de la base navale de Toulon
- 12 juillet 1944 : bombardement de Nîmes (gare de triage)
- 6 août 1944 : bombardement des ponts et voies ferrées d'Avignon et de Tarascon
- 6 août 1944 : bombardement de la base navale de Toulon
- 6 août 1944 : bombardement de Miramas (gare de triage)
- 16 août 1944 : bombardement de Saint-Vallier (viaduc ferroviaire)
- 16 août 1944 : bombardement de Pont-de-l'Isère (viaduc ferroviaire)
- 16 août 1944 : bombardement de Saint-Pierre-d'Albigny (viaduc ferroviaire)
- 16 août 1944 : bombardement de Saint-Martin-le-Vinoux (viaduc ferroviaire)
- 8 mai 1945 : fin de la guerre en Europe et donc fin des opérations. Missions de transport, ravitaillement et entraînement.